# فدراسیون فوتبال ایتالیا
فدراسیون فوتبال ایتالیا (ایتالیایی: Federazione Italiana Giuoco Calcio) نهاد اداره‌کنندهٔ فوتبال در ایتالیا است. این بنیاد جام حذفی فوتبال ایتالیا و تیم‌های ملی مردان و زنان این کشور را سازمان‌دهی می‌کند. این فدراسیون در شهر رم قرار دارد. این سازمان یکی از اعضای تأسیس‌کنندهٔ یوفا و عضو فیفا است. لوگوی این فدراسیون در تاریخ دوم اکتبر ۲۰۱۷ دستخوش تغییر شد.